# Comté de Navajo
Pour les articles homonymes, voir Navajo.
Le comté de Navajo est un comté de l'État de l'Arizona aux États-Unis. Il est situé sur le secteur non constitué en municipalité de Navajo Springs,  qui forme la plus grande réserve amérindienne aux États-Unis par superficie. Au recensement des États-Unis de 2020, il comptait 106 717 habitants. Son siège de comté est la ville de Holbrook.

## Politique
Le comté de Navajo donne généralement une faible majorité de ses suffrages au Parti républicain, le vote des amérindiens (généralement démocrates) étant contrebalancé par celui des mormons (principalement républicains).

## Démographie
| Groupe            | Comté de Navajo | Arizona | États-Unis |
| ----------------- | --------------- | ------- | ---------- |
| Blancs            | 49,3            | 73,0    | 72,4       |
| Amérindiens       | 43,4            | 4,6     | 0,9        |
| Autres            | 3,4             | 12,3    | 6,4        |
| Métis             | 2,5             | 3,4     | 2,9        |
| Afro-Américains   | 0,9             | 4,1     | 12,6       |
| Asiatiques        | 0,5             | 2,8     | 4,8        |
| Total             | 100             | 100     | 100        |
|                   |                 |         |            |
| Latino-Américains | 10,8            | 29,7    | 16,7       |

| 1900  | 1910   | 1920   | 1930   | 1940   | 1950   |
| ----- | ------ | ------ | ------ | ------ | ------ |
| 8 829 | 11 471 | 16 077 | 21 202 | 25 309 | 29 446 |

| 1960   | 1970   | 1980   | 1990   | 2000   | 2010    |
| ------ | ------ | ------ | ------ | ------ | ------- |
| 37 994 | 47 715 | 67 629 | 77 658 | 97 470 | 107 449 |

| 2020    | - | - | - | - | - |
| ------- | - | - | - | - | - |
| 106 717 | - | - | - | - | - |

## Zones protégées
Le comté comprend :
- Le monument national Navajo ;
- une partie du parc national de Petrified Forest, avec notamment la Rainbow Forest et le Rainbow Forest Museum ;
- une partie de la Forêt nationale d'Apache-Sitgreaves.